# Gunnhild Olafsdotter
Gunnhild Olafsdotter (también Gyrid, 923-1002) fue una princesa de Suecia, hija de Olof II de Suecia y presunta hermana de Styrbjörn el Fuerte, pretendiente a la corona de Suecia. Casó con Harald Blåtand y fue reina consorte de Dinamarca en el siglo X.
Murió el 13 de noviembre de 1002.
Sus descendientes directos con el rey Harald fueron:
- Gunnora (936 - 1031)
- Tyra (939 - 1000)
- Herbastus (945 - ?)
- Svend (960 - 1014)
- Avelina (968 - ?)